# جائحة فيروس كورونا في أنتيغوا وباربودا
توثق هذه المقالة آثار جائحة فيروس كورونا 2019–20 في أنتيغوا وباربودا، وقد لا تتضمن جميع الاستجابات والإجراءات الرئيسية حتى الآن.

## خلفية
في 12 يناير 2020، أكدت منظمة الصحة العالمية عن ظهور فيروس كورونا المستجد كسبب للمرض التنفسي الذي أصاب مجموعة من الأشخاص في مدينة ووهان، مقاطعة خوبي، الصين، إذ أُبلغ عنهم إلى منظمة الصحة العالمية في 31 ديسمبر 2019. كانت نسبة الوفيات بين الحالات المُشخصة بكوفيد-19 أقل بكثير من جائحة فيروس سارس في عام 2003، لكن انتقال العدوى كان أكبر، والوفيات أيضًا.

## الجدول الزمني
في 13 مارس 2020، أعلن رئيس الوزراء غاستون براون عن أول حالة إصابة مؤكدة بفيروس كورونا المستجد في أنتيغوا وباربودا.
قال براون أن المريضة بدأ يظهر عليها أعراض الإصابة يوم 11 مارس. كانت المريضة قد زارت أحد المشافي الخاصة حيث أخذ المسؤولون الطبيون عينات تم إرسالها إلى مختبر وكالة الصحة العامة الكاريبية في ترينيداد لإجراء الفحوصات المطلوبة. وأكد براون عن مساعي تتبع جميع الأشخاص التي كانت على تماس بهم حيث أشار إلى أن مسؤولي الصحة يتعقبون أي شخص كانت قد قابلته. وكشف أن منشأة الحجر الصحي الوحيدة في أنتيغوا ستكون جاهزة الأسبوع المقبل وتعهد بوصول معدات الاختبار بعد فترة وجيزة. وقد دعا رئيس الوزراء براون المواطنين إلى اتخاذ الإجراءات الاحترازية الملائمة مثل غسل اليدين وتجنب الاتصال الجسدي عن قرب والابتعاد عن التجمعات الكبيرة. وبهذا الصدد قال براون: «يجب ألا نشعر بالذعر أبدًا، ولكن يجب أن نعمل بصورة جماعية بثقة وإيمان. ما زلت واثقًا من أنه بجهودنا الجماعية وبعون الله، سوف نتغلب على تحديات كوفيد-19 وهذا سوف يمر أيضًا.» كما أعلم براون المواطنين بأن نتيجة اختبار حالة أخرى مشتبه بها كانت سلبية.